# Marcio Spartaco Nigri Landi
Marcio Spartaco Nigri Landi (, ) é um maestro e arranjador brasileiro.

## Formação artística
Bacharel em composição e regência pelo Instituto de Artes da Universidade Estadual Paulista, obteve o título de mestre em artes pela mesma instituição, sob orientação do professor Régis Duprat, possuindo trabalhos publicados na área de Musicologia Histórica.
Teve sua formação inicial orientada pelos professores H. J. Koellreutter e Sérgio Bizetti. Participou dos principais festivais de música como o Ars Academy da Istituizione Sinfonica di Roma, Festival Internacional de Artes da Fundação Eleazar de Carvalho e Festival de Inverno de Campos de Jordão, entre outros.[carece de fontes?]
Destacou-se entre os alunos do curso de alta interpretação ministrado pelo maestro Eleazar de Carvalho no período de 1994 a 1996.[carece de fontes?]
Participou do I Curso Latino Americano de Regência Orquestral promovido pela Orquestra Sinfônica do Estado de São Paulo, ministrado pelo maestro Kurt Masur.[carece de fontes?]
Lecionou durante três anos harmonia, análise e regência na Faculdade Santa Marcelina, uma das instituições de maior prestígio na cidade de São Paulo, que tem no quadro de professores nomes expressivos do cenário musical.

## Orquestra de Câmara Eleazar de Carvalho
Desde sua criação, a Orquestra de Câmara Eleazar de Carvalho é regida pelo maestro Marcio Spartaco Landi.[carece de fontes?]
Atualmente é professor e coordenador do Departamento de Artes da Universidade Estadual do Ceará, regente titular e diretor artístico da Orquestra de Câmara Eleazar de Carvalho e diretor artístico do Instituto de Música Thomás Pompeu de Souza Brasil Netto (IMPT).
Sob sua regência atuaram importantes solistas, como Celso Woltzenlogel (flauta), Debora McDavid (soprano), Dennis Parker (cello), Martha Herr (soprano), Regina Helena Mesquita (contralto), Laura Bártoli (contralto), Berenice Barreira (soprano), Silvia Mateus (soprano), Eduardo Abumrad (baixo), Sergio Oliveira (contrabaixo),  Robert Black (contrabaixo), Eduardo Monteiro (piano), Gérard Bourgogne (flauta), Robert Stallman (flauta), Felix Renggli (flauta), Polina Peskina (flauta), Cláudio Barile (flauta), Anders-Ljungar Chapelon (flauta), além de nomes consagrados da música instrumental brasileira, como Hermeto Pascoal, Altamiro Carrilho, José Menezes, Carlos Patriolino e Paulo Moura, entre outros.[carece de fontes?]
Como diretor artístico e arranjador vem estabelecendo importantes parcerias com diversos grupos artísticos. Vem produzindo obras originais para a formação de câmara e grupos de tradição popular, trazendo o folclore do maracatu à sala de concerto, assim como o reisado Auto da Burrinha, criado por Um Canto em Cada Canto. Sua produção de arranjos atende também a solistas locais, como o concerto realizado com o violonista Nonato Luiz, espetáculos com companhias de dança como o balé Lapidarium, balé Brancas Nuvens e Areias Quentes e balé Romances de José de Alencar, assim como as aberturas do VII e VIII Festival de Cinema Cine Ceará, e a estréia da ópera inédita de Paurillo Barroso, A Sinharinha.[carece de fontes?]
Dirigiu dois concertos nos Estados Unidos, inteiramente dedicados à música brasileira, com a Louisiana Sinfionietta.[carece de fontes?]